# Saint-André-en-Barrois
Saint-André-en-Barrois is een gemeente in het Franse departement Meuse (regio Grand Est) en telt 61 inwoners (2009).
De gemeente maakt deel uit van het arrondissement Verdun en sinds maart 2015 van het toen opgerichte kanton Dieue-sur-Meuse. Daarvoor was het deel van het toen opgeheven kanton Souilly.

## Geografie
De oppervlakte van Saint-André-en-Barrois bedraagt 9,2 km², de bevolkingsdichtheid is dus 6,6 inwoners per km².
De onderstaande kaart toont de ligging van Saint-André-en-Barrois met de belangrijkste infrastructuur en aangrenzende gemeenten.

## Demografie
Onderstaande figuur toont het verloop van het inwonertal (bron: INSEE-tellingen).